# Roldán (Torre Pacheco)
Roldán es una pedanía del municipio de Torre Pacheco, en la comunidad autónoma de la Región de Murcia, España.
Situado en el centro oeste del término municipal de Torre Pacheco, a 8 kilómetros de la cabecera del municipio y con una elevación de 102 m s. n. m. Dista 34 kilómetros de la ciudad de Murcia y 28 kilómetros de Cartagena. En el último censo constan 7.298 habitantes.

## Historia
Actualmente no hay constancia de restos prehistóricos en el pueblo, y es probable su existencia. Hace millones de años el campo murciano estaba inundado por las continentales, formando la llamada cuenca de Torre Pacheco. Estas cubrían parte del municipio, emergiendo sobre ellas el Cabezo Gordo como una isla. Las aguas se fueron retirando con el paso del tiempo a una segunda línea, Sucina, Balsicas, Roldán, Los Alcázares..., y muy posterior a su ubicación actual.
Con el descubrimiento de restos de Homo neanderthalensis y Homo sapiens, en la Sima de las Palomas en el Cabezo Gordo y vistas las circunstancias y la cercanía, no sería extraño su deambular por estos parajes.
Dando un salto de millones de años en la historia llegamos a la época Íbera. A consecuencia de los movimientos de tierra para la construcción del Residencial “La Torre” por Polaris Word en Roldán, en la página “Web de arqueología” aparece una información sobre el hallazgo de vestigios íberos, a falta de su definitiva catalogación por los organismos pertinentes.
Con la dominación romana se trasforman los campos, aumenta la casi inexistente agricultura y fundan villas (Fundus) agrícolas, localizadas en estos campos y buena prueba de ello es la pedanía del Jimenado y en Roldán se encuentran indicios entre la Balsa, Valderas y en el límite con los Rocas del Jimenado.
Después de un vacío documental relativo a la época visigoda y Bizantina en nuestro entorno, nos situamos en la época árabe. Estos aprovechan los asentamientos de otras culturas en el municipio para su establecimiento, y buena prueba de ello es Roldán, que se encuentran restos de cerámicas, monedas, muros, balsas..., casi en los mismos lugares. Estos no tardan en apreciar que la savia de las aguas era absorbida por las tierras sedientas y pusieron en práctica su experiencia para combatir el elemento hostil y conseguir el mayor provecho. Canalizando el agua (Murcia ya sufría el eterno problema del agua) y excavando pozos y aljibes para cubrir sus necesidades primarias y cultivar sus huertos. Además de traernos nuevas plantas que junto a lo anterior desembocaría en una transformación de cultivos en nuestros campos.
Durante siglos convivieron con los viejos cristianos y judíos, dejando un gran legado cultural. Después vendrían los desórdenes y las reyertas entre los emires árabes y esto les llevaría a pactar con los castellanos y convertir a Murcia en un reino dependiente y protegido de la Corona.
Tras la Reconquista del Reino de Murcia en el siglo XIII, por el Príncipe heredero y posteriormente proclamado, Rey D. Alfonso X “El Sabio” Se inicia una transformación política y social. Fijándose sus límites, jurisdicciones y su reparto territorial, comienza la repoblación de Murcia, que da lugar entre los siglos XIII-XVI y es llevada a cabo por el Rey y sus predecesores.
La repoblación se hizo lentamente debido a la inseguridad que provocaba las razzias granadinas y los ataques de la piratería norteafricana en las costas y campo ribereño, lo que hacía muy difícil el asentamiento de la población. Dando lugar a la construcción de torres vigía que sirvieran de refugio y protección a los exiguos colonos que habitaban estos parajes. Estos se dedicaban a la pesca, recogida de leña, esparto, albardín y su mayoría al pastoreo debido a la abundancia de matorral y buenos saladares. De ahí que se diera la trashumancia y hasta aquí se desplazaban la ganadería de la serranía de Cuenca por la Cañada Manchega, (en España había en la Edad Media 3 Cañadas Reales) de donde partían dos ramales; uno a Andalucía y otro a Murcia y el Campo de Cartagena. Abrevando por el camino en los aljibes y balsas del municipio que encontraban a su paso, como son los casos de Roldán que en 1490 ya había disputas entre los moradores y forasteros por intentar cortar el paso del ganado por sus tierras, o en 1502, en el Jimenado, donde un ventero les quería cobrar el agua, siguiendo su camino por Pacheco e incluso llegando hasta San Ginés de la Jara. Pues también se conocía esta Cañada como el camino del susodicho.
La pacificación se consigue progresivamente con la ayuda de nuevos moradores procedentes de Aragón, Castilla, Galicia y Cataluña principalmente, que obtienen su recompensa con títulos, tierras y reconocimientos reales, y de cuyos apellidos queda constancia en todo el territorio murciano. Ejemplo de ello es la llegada de los Saavedra, (1330) Roda, (1374) y Pacheco. Esta última llega en 1472 y sería la que más tarde (1478) fundaría el municipio y uno de sus descendiente fundó la parroquia en 1603.
Entre otros apellidos que se asienta en Murcia aparecen los Roldán en 1530, proceden del Reino de Valencia, aunque son originarios por primera ascendencia del linaje Alagó en Francia. Toman tierras en esta zona ribereña donde se conservan sus topónimos y un claro ejemplo de ello es nuestro pueblo. Aunque yo discrepo de la fecha de llegada de los Roldán, dada por el “Licenciado Cascales” pues en las donaciones del Concejo de Murcia, se le concede tierras a Juan Roldán en el año 1479.
Roldán, de este apellido procede el nombre del pueblo según la tradición oral. La primera referencia que se tiene de esta familia la vimos anteriormente y se hallan otras referencias de sus posesiones en Roldán, en el legajo del A. M. M. Concedidos a D. Alonso y Juan Roldán por mercedes anticipadas de tierra en el Campo de Cartagena, año de 1590, y en otro de 1679 se refiere a la hacienda de Roldán.
Además de los Roldán, se asientan en este pueblo los apellidados; Los Gil o Guill, Sánchez, Montero, Ximenez, Fontes, Ferro, Romo, Batlles, Jumilla, Ceballos, Roca etc.
Algunas de estas familias no explotan sus tierras en el momento de la adquisición por los motivos antes referidos y a las que se suman, epidemias, plagas y adversidades climatológicas, por lo que las mantienen unidas a sus estirpes y cuando las circunstancias fueron propicias, las ponen en producción. Se entiende que con el incremento de la actividad agrícola y ganadera se incrementaría la mano de obra con jornaleros, labriegos...etc. Demandando estos la necesidad de construir viviendas y así fijar su residencia, pues hasta hora habían sido un tanto nómadas. Estas al principio serían en las mismas parcelas de los señores, donde tenían sus casas- fuertes o labraderas, caso de la Hacienda de Roldán, al parecer la primera que se construye en la centuria del siglo XVII y la Hacienda de la Torre a finales de la misma.
Si al principio se establecen en dichas haciendas, poco a poco van surgiendo nuevas colonias y caseríos ante la imposibilidad de dar cobijo a todos.
Así surge el pueblo de Roldán a unos 1.800 m de la primitiva hacienda donde se asientan el primer núcleo de población y toman el nombre de ésta. A su alrededor nacen, el barrio de Los Segados, donde se asientan los segadores en época de cosecha, el barrio Los Rubios, en torno al pozo de dicho nombre, a unos 800 m el barrio de Los Ferro, cuyos jornaleros toman el apellido del dueño de la finca de la Torre, D. Antonio Ferro (11), de procedencia italiana, Los Peruchos, Las Armeras, la Cañada, la Vereda, las fincas de Lo Duro, las Moreras, Lo Romo, los caseríos de los Castejones, los Cachimanes, Los Sánchez.., todos ellos configuran el actual pueblo absorbidos por el mismo.
A principios de 1700, estas gentes luchaban por conseguir la mayor productividad de estos campos áridos donde se cultivaba algarrobos, olivares, almendros, cereales, (trigo, cebada, avena) algunas tahúllas de viña, albardín..., aunque la mayoría de tierra permanecían en baldío pues era secano puro y duro. Así aparece reflejado en un testamento de repartición de bienes de 1735. También luchaban por conseguir mejoras de tipo económico, social y religioso, y aunque pocos, pues en el padrón de 1721, Roldán contaba con 29 almas que no vecinos, (por aquel entonces sólo censaban los cabeza de familia y contribuyentes más pudientes) ya habían surgido algunos oficios, barbero, aperadores, herreros, taberneros, aguadores, molineros..., y según parece ya contaban con la ermita, pues cuando el diputado (12) de T. Pacheco acude al Concejo demandando ayuda, este nombra las primeras tenencias en aquellos lugares que tienen ermita.
Paso a paso se va afianzando el pueblo gracias a estos hombres y mujeres forjados bajo el duro sol, que trabajan y luchan diariamente por conseguir que estas tierras semidesérticas algún día den sus frutos, tardaran muchos años pero ni los avatares de la naturaleza ni las guerras harán que decaigan sus ánimos y conseguirán transformar su secano suelo en un vergel. Todo ello gracias a su esfuerzo sobrehumano que le llevó a excavar pozos, construir balsas, pantanos…, en busca del tan preciado líquido y que se vería recompensado con la llegada del trasvase Tajo-Segura en los años setenta del siglo XX.
Cambiando radicalmente la agricultura y sus cultivos; alcachofa, melón, brécol, lechuga, siendo estos reconocidos internacionalmente.
Sin olvidar que muchos otros buscaron el sustento en el último tercio de 1800, en la industria y más en concreto en las famosas minas de La Unión, (pudo ser este un punto de encuentro con la afición al cante jondo y el Trovo) y el ferrocarril de Cartagena.
Ya metidos en el siglo XX. En la década de los 50 otros buscaban su oportunidad en la Refinería de Valle de Escombreras y unos cuantos cogían sus maletas con destino a Barcelona, para otros el recorrido era más largo, Alemania, Francia, Suiza..., quien iba a pensar que este pueblo pasadas unas décadas sería receptor de emigrantes.
A partir de los 60, este pueblo empieza a resurgir de su maltrecha economía debido a la nueva fuente de riqueza que supone para sus habitantes la Construcción. Por aquel tiempo destacan en el ramo, dos empresarios, Ramón Ruiz y Mariano el “Colache”.
El espaldarazo en este sector lo consiguen un grupo de personas que forman la Cooperativa de Viviendas San José de Roldán, (1961) con la construcción de 53 viviendas subvencionadas, creando nuevos puestos de trabajo y ofreciendo la oportunidad de su adquisición a precios asequibles o préstamos a bajo interés. Después le seguiría una segunda fase.
Acto seguido comienza el despegue de la construcción en el pueblo. Surgen nuevos empresario y Sociedades que proyectan nuevas casas; las del Bambi, el barrio de la Encarnación, La Loma.., los primeros chalets, el primer edificio de dos plantas y un largo etc. que no parara hasta llegar a la actualidad. Todo esto trae consigo ese bienestar tan deseado por todos, creándose nuevas empresas y oficios; de transportes, cerrajería metálica, estructuras, carpinterías, garajes, ferreterías, fontanería, electricidad. Los comercios se especializan en muebles, electrodomésticos, menaje. Otros amplían sus pequeños negocios de carnicería, panadería, confitería, fábrica de embutidos, peluquería, mercería, zapatería, tejidos y confección.., llegan los nuevos Supermercados, almacenes hortofrotículas, en este último las mujeres encuentra su oportunidad de incorporarse al trabajo de manera independiente (siempre fue mano de obra, subordinada a las tareas domésticas y al negocio familiar) y esta sirve para revitalizar la economía familiar, la del pueblo y la suya propia. Además se abren nuevos horizontes tanto para la mujer como el hombre y que veremos posteriormente.
La lógica mejora del nivel de vida les permite un cierto desahogo y por consiguiente a tener momentos de ocio y tiempo libre para desarrollarse social y culturalmente.
En los 70, Roldán cambia su fisonomía, donde predominaba el color blanco y negro ahora es una paleta de colores donde predomina el verde de sus campos y el multicolor de sus nuevos edificios.
En sus calles se nota el bullicio de la gentes (muchas se han desplazado de pueblos limítrofes y otras de distintas Comunidades, para asentarse aquí definitivamente), la espontaneidad y la alegría en la economía y en la sociedad en general, su población se ha duplicado en esta década.
Su nombre es un referente por su desarrollo socioeconómico en toda la Comunidad Murciana, popularmente se le conoce como la ciudad satélite del Campo de Cartagena.
Por aquellas fechas el pueblo cuenta además de lo anteriormente enumerado, con ambulatorio, farmacia, colegio público (600 niños matriculados), tres guarderías privadas, tele club, caja rural, gasolinera, central telefónica, campo de fútbol, pista deportiva, campo de bolos, cooperativa de regantes, asociación de vecinos, asociación juvenil.., y en cuanto a diversión durante dos décadas Roldán fue el punto de encuentro de jóvenes de toda la Región. Aparte de bares, Pub, contaba con dos cines; el Ideal y el más conocido Cinema Roldán, donde de proyectaban dos sesiones continuas y a veces colgaba el cartel, no quedan entradas y además se podía ver en directo los cantantes más famosos del momento. Dos salas de baile; Salón Elvira y Sala Oasis, conocida esta última en toda la Provincia por su ambiente y buena música en directo con los mejores conjuntos del momento, entre ellos, los dos del pueblo, “Explosión 70” y “Paréntesis”. Sorteándose coches entre los asistentes cada fin de mes.
Con la llegada de la democracia, ésta trae nuevas opciones (el primer edil pedáneo es independiente) y nuevos proyectos públicos, entre ellos el centro cívico, el hogar del pensionista, piscina, pista de tenis, nuevas plazas escolares, etc.
El desarrollo trae consigo el elemento básico e imprescindible de cualquier pueblo la cultura y eso se refleja en la escolarización de todos los niños/as, el acceso de los jóvenes a la Universidad y la oportunidad para los mayores sin estudios de conseguirlos en la Escuela de Adultos. Actualmente se cuenta con profesionales en casi todas las carreras. Resaltar el interés por la literatura, participando en los Concursos de Narrativa del municipio de algunos vecinos y la publicación de libros de los/as autodidactas, Demetria Ruiz,(sobre Teología) Trinidad Vera, (historia a través de la imagen y sobre la evolución de la mujer de Roldán) Mª Carmen Pérez (cuentos para niños y novela como "Te doy mi cuore") y José Vera (novela "Desafiando los tiempos" y poesía). Y los beneficios de estas publicaciones siempre tienen un fin, ayuda a países de Sudamérica y del Este, Asociación contra el cáncer, Astrade.., porque este es un pueblo solidario. Resaltar también el interés por la música entre la gente joven del pueblo, en el que empiezan a formarse nuevos grupos de vertiente rock, por ejemplo, el grupo Litros Vacíos y creando además el festival de música ``L´Armitarock´´, que todos los años durante las fiestas patronales consigue atraer una cantidad aceptable de público de las pedanías de los alrededores.

## Deporte
Entre sus aficiones destaca el deporte, donde en cualquier modalidad que practican llegan a los primeros puestos, desde las escuelas de niños, infantiles, alevines, juveniles y los amateur, siendo campeones numerosos años a nivel municipal y regional. Destacar en fútbol su ascenso a 2º División B en los 90. Entre 2.000 y 2002 contó entre sus filas de fútbol base con el jugador Diong Mendy y también que más tarde ficharía por el F. C. Barcelona. La consecución del Campeonato de Europa de 800 m por la atleta amateur Dori García y otros primeros puestos en competiciones en España y Europa, llegando a la clasificación para los mundiales. Campeonato de España de Gimnasia Artística por la amatéur Alicia Rodríguez Martínez. Así como campeonatos de ciclismo femenino y masculino de la Región. Además de una gran afición motera y automovilística y la presencia del Fielsán Roldán en fútbol sala. El Roldán CD ha vuelto a aparecer y su meta es batir al Roldán CD de los 90.
El equipo de fútbol sala femenino de Roldán fue campeón de liga Nacional en la temporada 2017-2018. En el año 2019 se proclamó campeón de Europa de fútbol sala femenino.

## Comunicaciones

### Por carretera
Dispone de accesos en las vías RM-F12 y RM-F21.

### Autobús
La localidad cuenta con una línea de transporte público urbana:
| Línea | Recorrido                                   | Operador      |
| ----- | ------------------------------------------- | ------------- |
| 2     | Dolores - Balsicas - Roldán - Torre-Pacheco | El Pasico Bus |

El servicio de viajeros por carretera del municipio se engloba dentro de la marca Movibus, el sistema de transporte público interurbano de la Región de Murcia (España), que incluye los servicios de autobús de titularidad autonómica.
| Línea | Recorrido                                                                                           | Recorrido                                                                                           | Recorrido                                                                                           | Operador       |
| ----- | --------------------------------------------------------------------------------------------------- | --------------------------------------------------------------------------------------------------- | --------------------------------------------------------------------------------------------------- | -------------- |
| 45    | Cartagena - Torre Pacheco - Roldán - Balsicas                                                       | Cartagena - Torre Pacheco - Roldán - Balsicas                                                       | Cartagena - Torre Pacheco - Roldán - Balsicas                                                       | ALSA (TUCARSA) |
| 49    | San Pedro del Pinatar - Santiago de la Ribera - San Javier - Hospital Los Arcos - Balsicas - Roldán | San Pedro del Pinatar - Santiago de la Ribera - San Javier - Hospital Los Arcos - Balsicas - Roldán | San Pedro del Pinatar - Santiago de la Ribera - San Javier - Hospital Los Arcos - Balsicas - Roldán | ALSA (TUCARSA) |

Además, presta servicio la siguiente línea interurbana:
| Línea   | Recorrido                                            | Operador |
| ------- | ---------------------------------------------------- | -------- |
| MUR-055 | Murcia - Torre-Pacheco - Los Alcázares - Los Narejos | Interbus |